# شنيانغ

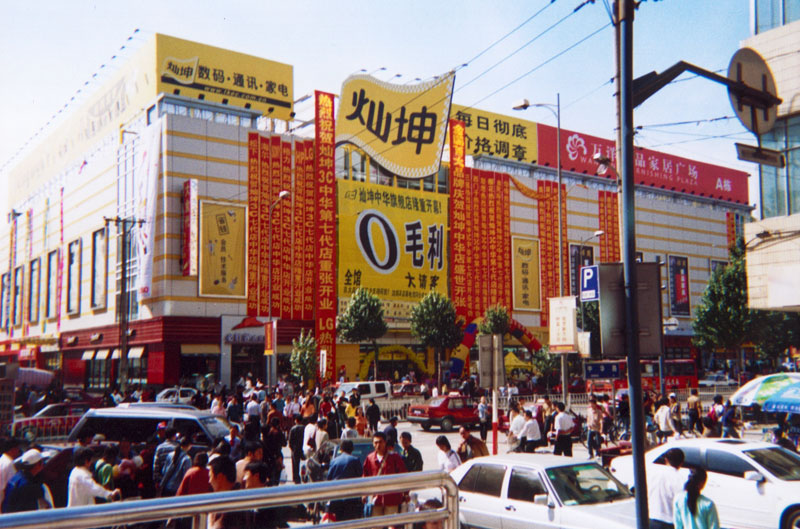
مركز تجاري في أحد الشوارع الرئيسية في شنيانغ في الصين

شنيانغ (بالـصينية: 沈阳 = Shěnyáng): مدينة في الصين وعاصمة مقاطة لياونينغ. تشكل مركزا لتجمع حضري يضم العديد من المدن الأخرى. بلغ عدد سكانها 7.2 مليون نسمة. تعتبر «شنيانغ» مدينة صناعية شاملة وهمزة ربط للمواصلات في شمال شرقي الصين، وقاعدة وطنية لإنتاج الماكينات والأجهزة المتقدمة، تحتل صناعات الطائرات والسيارات الخفيفة ونقل وتحويل الكهرباء بها مكانة هامة في البلاد، وتعرف أيضا باسم فنجتيان.

## المناخ
يظهر الجدول التالي التغييرات المناخية على مدار السنة لشنيانغ:
| البيانات المناخية لـشنيانغ                                                                                              | البيانات المناخية لـشنيانغ | البيانات المناخية لـشنيانغ | البيانات المناخية لـشنيانغ | البيانات المناخية لـشنيانغ | البيانات المناخية لـشنيانغ | البيانات المناخية لـشنيانغ | البيانات المناخية لـشنيانغ | البيانات المناخية لـشنيانغ | البيانات المناخية لـشنيانغ | البيانات المناخية لـشنيانغ | البيانات المناخية لـشنيانغ | البيانات المناخية لـشنيانغ | البيانات المناخية لـشنيانغ |
| الشهر | يناير                      | فبراير                     | مارس                       | أبريل                      | مايو                       | يونيو                      | يوليو                      | أغسطس                      | سبتمبر                     | أكتوبر                     | نوفمبر                     | ديسمبر                     | المعدل السنوي              |
| --- | -------------------------- | -------------------------- | -------------------------- | -------------------------- | -------------------------- | -------------------------- | -------------------------- | -------------------------- | -------------------------- | -------------------------- | -------------------------- | -------------------------- | -------------------------- |
| الدرجة القصوى °م (°ف)                                                                                                   | 4.8 (40.6)                 | 14.5 (58.1)                | 20.0 (68.0)                | 29.3 (84.7)                | 34.3 (93.7)                | 39.3 (102.7)               | 36.1 (97.0)                | 35.7 (96.3)                | 32.7 (90.9)                | 29.2 (84.6)                | 19.8 (67.6)                | 5.5 (41.9)                 | 39.3 (102.7)               |
| متوسط درجة الحرارة الكبرى °م (°ف)                                                                                       | −4.9 (23.2)                | −0.3 (31.5)                | 7.0 (44.6)                 | 16.9 (62.4)                | 23.4 (74.1)                | 27.5 (81.5)                | 29.0 (84.2)                | 28.6 (83.5)                | 24.0 (75.2)                | 16.2 (61.2)                | 5.6 (42.1)                 | −2.2 (28.0)                | 14.2 (57.6)                |
| المتوسط اليومي °م (°ف)                                                                                                  | −11.2 (11.8)               | −6.4 (20.5)                | 1.3 (34.3)                 | 10.6 (51.1)                | 17.5 (63.5)                | 22.2 (72.0)                | 24.6 (76.3)                | 23.8 (74.8)                | 17.8 (64.0)                | 9.9 (49.8)                 | 0.1 (32.2)                 | −7.9 (17.8)                | 8.5 (47.3)                 |
| متوسط درجة الحرارة الصغرى °م (°ف)                                                                                       | −16.5 (2.3)                | −11.9 (10.6)               | −3.9 (25.0)                | 4.5 (40.1)                 | 11.6 (52.9)                | 17.1 (62.8)                | 20.6 (69.1)                | 19.4 (66.9)                | 12.3 (54.1)                | 4.4 (39.9)                 | −4.5 (23.9)                | −12.7 (9.1)                | 3.4 (38.1)                 |
| أدنى درجة حرارة °م (°ف)                                                                                                 | −33.1 (−27.6)              | −27.2 (−17.0)              | −21.7 (−7.1)               | −12.5 (9.5)                | 0.2 (32.4)                 | 6.9 (44.4)                 | 12.4 (54.3)                | 8.0 (46.4)                 | 1.0 (33.8)                 | −8.3 (17.1)                | −22.5 (−8.5)               | −30.2 (−22.4)              | −33.1 (−27.6)              |
| الهطول مم (إنش) | 6.9 (0.27)                 | 8.6 (0.34)                 | 20.6 (0.81)                | 39.5 (1.56)                | 53.1 (2.09)                | 92.5 (3.64)                | 173.6 (6.83)               | 169.2 (6.66)               | 64.6 (2.54)                | 39.4 (1.55)                | 20.3 (0.80)                | 10.2 (0.40)                | 698.5 (27.49)              |
| متوسط أيام هطول الأمطار (≥ 0.1 mm)                                                                                      | 3.5                        | 4.0                        | 5.1                        | 7.7                        | 9.2                        | 11.9                       | 13.5                       | 10.9                       | 7.6                        | 6.7                        | 5.4                        | 3.8                        | 89.3                       |
| متوسط الرطوبة النسبية (%)                                                                                               | 62                         | 56                         | 52                         | 51                         | 55                         | 66                         | 78                         | 78                         | 71                         | 64                         | 62                         | 62                         | 63                         |
| ساعات سطوع الشمس الشهرية                                                                                                | 162.5                      | 179.3                      | 221.8                      | 236.3                      | 256.0                      | 238.6                      | 206.8                      | 218.8                      | 228.4                      | 212.3                      | 161.0                      | 146.2                      | 2٬468                      |
| نسبة وصول أشعة الشمس | 56                         | 60                         | 60                         | 60                         | 57                         | 53                         | 45                         | 51                         | 61                         | 62                         | 54                         | 52                         | 56                         |
| المصدر: China Meteorological Administration (precipitation days, sunshine data 1971–2000), all-time extreme temperature |                            |                            |                            |                            |                            |                            |                            |                            |                            |                            |                            |                            |                            |

## الضواحي والمناطق المحيطة
الأحياء الداخلية
- هادونج (大東區 大东区 Dàdōng Qū)
- هيبنج (和平區 和平区 Hépíng Qū)
- هوانجو (皇姑區 皇姑区 Huánggū Qū)
- شينهي (瀋河區 沈河区 Shěnhé Qū)
- تيكسي (鐵西新區 铁西新区 Tiěxī xinQū)

الضواحي الخارجية
- يوهونج (於洪區 于洪区 Yúhóng Qū)
- دونج لنج (東陵區 东陵区 Dōnglíng Qū)
- بلدة شينمين(新民市 Xīnmín Shi)
- مقاطعة فاكو (法库縣 法库县 Fǎkù Xiàn)
- مقاطعة كانجبنج (康平縣 康平县 Kāngpíng Xiàn)
- مقاطعة لياوزونج (遼中縣 辽中县 Liáozhōng Xiàn)

## توأمة
لشنيانغ اتفاقيات توأمة مع كل من:
- سلانيك
- كاواساكي
- رمات غان
- سابورو
- تورينو
- شيكاغو
- إيركوتسك
- كيزون
- مونتيري
- سونغنام
- ياوندي
- كاتوفيتسه

## أعلام
- غونغ لي
- لانغ لانغ
- لي تيان
- ليو شياوبو